# 岩崎茂
岩崎茂（日语：／ Iwasaki Shigeru，1953年2月3日—），日本自卫队空将，历任航空幕僚长、统合幕僚长，現任中華民國行政院政務顧問。

## 荣誉
日本勋章奖章
- 瑞宝大绶章（2023年4月29日公布[1]）

外国勋章奖章
- 澳大利亚官佐勋章（澳大利亚，2015年3月27日[2]）